# Li Tiantian
Li Tiantian är en kinesisk kanotist.
Hon tog bland annat VM-silver i K-1 200 meter i samband med sprintvärldsmästerskapen i kanotsport 2010 i Poznań.